# Buch vom Tage
Der Begriff Buch vom Tage ist die Bezeichnung des nur bruchstückhaft überlieferten Titels „Anweisungen zum Kennen der Namen von den Stunden des Tages“. Es enthält als Himmels- und Jenseitsbuch die tägliche zwölfstündige Fahrt des Sonnengottes Re in seiner Barke, die von Sonnenauf- bis Sonnenuntergang andauert. 

## Entstehung
Das Buch vom Tage ist erstmals in der 20. Dynastie im Grab von Ramses VI. (1145 bis 1137 v. Chr.) belegt. Es war als altägyptisch-religiöse Abhandlung im Gegensatz zu den anderen Jenseitsbüchern nicht auf den Grabkammerwänden, sondern an den kosmologisch gestalteten Decken abgebildet. Die Hieroglyphen sind durchgängig in gelber Farbe auf schwarzem Untergrund geschrieben.
Zunächst war das Buch vom Tage in Kombination mit dem Nutbuch ausschließlich den Gräbern von Königen (Pharaonen) vorbehalten. Erst ab der 25. Dynastie taucht es erstmals ohne Nutbuchbezug bei nichtköniglichen Personen auf. Zu den vorgenommenen Innovationen gehörte insbesondere die Darstellung auf Sarkophagdeckeloberseiten, die die Grabkammerdecken der Könige symbolisierten. Der Außensarkophag fungierte so als „Grabkapelle“.

## Aufbau
Das Buch vom Tage enthält zahlreiche ältere Texte zu verschiedenen Themen, die teilweise bis in das Alte Reich zurückreichen. Neue theologische Deutungen sind daher nicht immer leicht zu erkennen. Jeder Stunde des Tages ist eine Stundengottheit zugeordnet, die über die jeweilige Stunde die Schirmherrschaft ausübt. Im Gegensatz zum Amduat und Pfortenbuch ist der Himmel ohne Abgrenzungen dargestellt. Die Sonnenbahn des Tages vollzieht Re in der Sonnenbarke, die sich auf einem himmlischen Wasserkanal fortbewegt.
| Stunden des Tages und die zugehörigen Stundengottheiten |                                                                                              |
| Stunde                                                  | Name                                                                                         |
| 1. Stunde                                               | Die die Schönheit des Re erscheinen lässt (Die Stunde, die zufriedenstellt) (Maat oder Heka) |
| 2. Stunde                                               | Die die Finsternis vertreibt (Hu)                                                            |
| 3. Stunde                                               | Die die Bas der Götter zum Jubel bringt und Millionen erblickt (Sia)                         |
| 4. Stunde                                               | Licht des Aufgangs (Asebit)                                                                  |
| 5. Stunde                                               | Die Stunde der Göttin Igeret                                                                 |
| 6. Stunde                                               | Die, die aufsteigt im Ergreifen des Seth                                                     |
| 7. Stunde                                               | Die das Herz weit macht (Horus)                                                              |
| 8. Stunde                                               | Werden und Entstehen (Jubel der Götter über die Niederwerfung von Apophis) (Chons)           |
| 9. Stunde                                               | Stunde des Übersetzens nach Sechet-iaru (Isis)                                               |
| 10. Stunde                                              | Hinabsteigen zur Seket-Barke, um überzusetzen (Hike-wer)                                     |
| 11. Stunde                                              | Richten der Taue (Der die Taue richtet)                                                      |
| 12. Stunde                                              | Untergehen dieses Gottes (Re) im Westland (Re)                                               |